# بنای شماره ۱۴ (بنای اداری)
بنای شماره ۱۴ (بنای اداری) مربوط به دوره قاجار است و در شهرستان آستانه اشرفیه، بخش کیاشهر، بندر کیاشهر، شهر کیاشهر، بندر کیاشهر، خیابان امام خمینی واقع شده و این اثر در تاریخ ۷ اسفند ۱۳۸۶ با شمارهٔ ثبت ۲۱۵۵۰ به‌عنوان یکی از آثار ملی ایران به ثبت رسیده است.